# Midiã

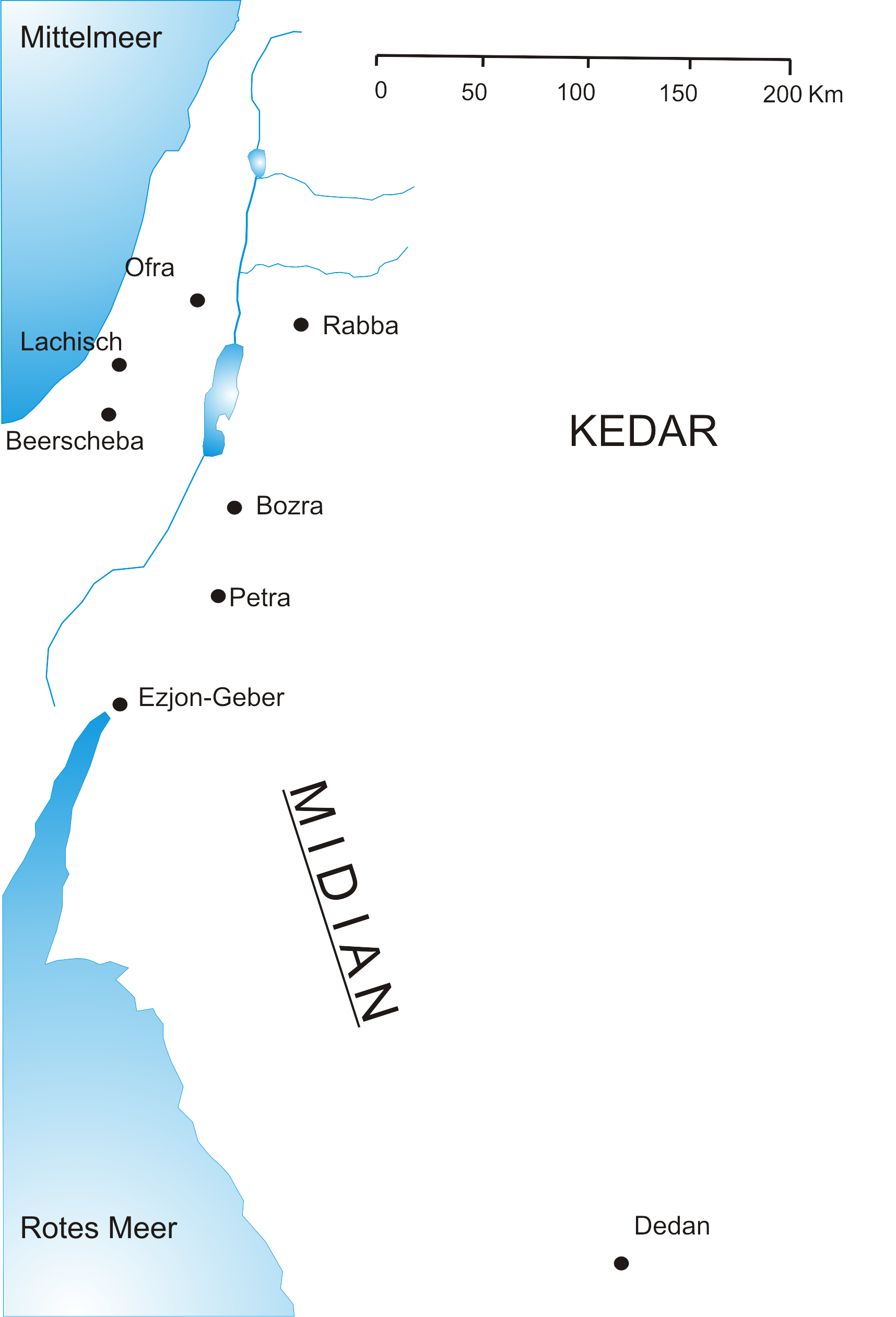
A região de Mídiã no Oriente Médio

Midiã (em hebraico:  מִדְיָן) ou Madiã (em árabe: مَـدْيَـن; em grego:  Μαδιάμ) é uma zona geográfica mencionada na Torá, na Bíblia e no Alcorão. William G. Dever afirma que a região de Midiã se situava no noroeste da península Arábica, na margem oriental do golfo de Ácaba no mar Vermelho, uma área que só foi povoada intensivamente a partir dos séculos VIII e VII antes de Cristo.